# Sideway Streets
Sideway Streets è il centotrentaduesimo album in studio del chitarrista statunitense Buckethead, pubblicato il 13 gennaio 2015 dalla Hatboxghost Music.

## Il disco
Centoduesimo disco appartenente alla serie "Buckethead Pikes", si tratta del primo album del 2015 pubblicato dal chitarrista, nonché il primo dei sei dischi usciti durante il mese di gennaio 2015.

## Tracce
Musiche di Buckethead.
1. Sideway Streets – 6:17
2. Orbits – 16:38
3. Pathless Road – 6:33

## Formazione
- Buckethead – chitarra, basso, programmazione